# 李威廉
李威廉（Lee Wai Lim，1981年5月5日—），生於香港沙頭角，前香港足球運動員，司職右中場，前香港足球代表隊及香港足球先生，持有亞洲足協C級足球教練牌照。

## 球會生涯
李威廉生於香港與其弟李康廉於沙頭角長大，畢業於五旬節靳茂生小學以及沙頭角官立中學。二人在北區街場踢球時一起被大埔秘書長陳平發掘於2003/04球季加盟當時還在丙組角逐的大埔。

### 大埔足球會
本身職業為商場保安員的他並以業餘球員身份為球隊效力，由丙組踢起經過了3個球季的努力磨練後翌年隨隊升上乙組，直到大埔終於2006年取得升上甲組的資格而作為升班功臣之一的李威廉亦放棄保安工作成為職業球員隨球隊晉升甲組比賽。
在大埔升上甲組後李威廉一直保持在球隊中的必然正選位置，首次亮相甲組聯賽踢法以速度高突破力強為主為球隊取得3個入球整季表現不俗。
在2008年末李威廉獲香港足球總會提名競逐香港最具潛質運動員選舉，李威廉在大埔翌季已漸露頭角演出日趨成熟，於2009年6月6日對天水圍飛馬的足總盃決賽在47分鐘主射罰球入網協助大埔以3–2再度領前，最終協助和富大埔以4–2勝出取得球會升上甲組三年以來的首個冠軍而李威廉並獲選為最佳球員，李威廉在2008/09球季的香港足球明星選舉網上投票以3,449票壓倒剛掛靴的東方名宿李健和及南華外援史高斯成為票王，亦是李威廉首次入選香港足球明星選舉最佳十一人及當選香港足球先生。

### 南華
李威廉在2009年6月11日宣佈加盟傳統班霸南華，於2009年6月13日和富大埔應南華邀請約戰熱身賽亦是李威廉代表大埔的最後一場比賽，而和富大埔特別外借天水圍飛馬4位球員幫助當中其弟李康廉亦有份代表大埔出場與李威廉組成雙翼，該場比賽和富大埔刻意讓李威廉隊長，更在上半場補時1分鐘他主射12碼協助大埔追平2–2射入為大埔效力的最後一個入球，可以說是畫上完美結局直到60分鐘被王得豪入替，李威廉離場時全場觀眾皆拍掌可惜球隊最後以2–4敗於南華腳下。李威廉在2009/10球季的表現由於傷患及尚未適應踢法表現未如最初預期，不過他及後漸入佳境於對大中的高級組銀牌半準決賽取得加盟後首個入球，而李威廉更在2013年1月入選由Goal.com評定選舉的2013年1月亞洲最佳陣容人選之一，

### 香港飛馬
2015年7月，李威廉以助教兼球員轉會到香港飛馬，不過在2016年10月身為預備組教練的李威廉涉嫌打假波被捕並於同年已正式離職。
最終於2017年6月28日香港廉政公署正式落案起訴連同李威廉等5名前香港飛馬球員，控告他們涉嫌提供及收受共6萬港元賄款並串謀詐騙以操控或企圖操控由香港足球總會舉辦的預備組聯賽中3場比賽賽果。2017年7月20日，李威廉表明將會認罪亦不再申請保釋被即時還柙。2018年1月11日，他在香港區域法院承認一項代理人接受利益及一項串謀詐騙罪，獲准以現金2萬港元保釋候判。2018年4月19日，案中其餘4名不認罪的球員被裁定罪名不成立。2018年5月4日，李威廉被判處180小時社會服務令，另須向香港飛馬歸還2萬港元利益。

## 國際賽生涯
2008年11月，李威廉聯同隊友李瀚灝成為首兩名入選香港代表隊的和富大埔球員更在首場對澳門代表隊的熱身賽中大演帽子戲法，於第31屆省港盃首回合作客越秀山體育場以1–3落敗的賽事中李威廉在半場時間入替而表現可人獲傳媒及球隊領導層稱讚，再於2009年1月4日舉行的第31屆省港盃次回合賽事首次以正選上陣代表香港出戰省港盃並以2次助攻1個入球助香港反敗為勝而一戰成名，賽後李威廉贏盡球迷掌聲傳媒及球迷更稱呼他為「威廉王子」。

## 演藝事業
於2009年，李威廉以客串身份參與由無線電視製作的《南華夢飛翔》的演出。
於2010年，李威廉與同屬隊友梁倬軒、文彼得、郭建邦和陳肇麒組成樂隊RED FORCE，於2011年1月推出了首張迷你專輯──《紅色力量》，所有收益不扣除任何成本下，全數撥捐保良局足球發展基金。

## 家庭生活
李威廉於2013年11月20日結婚。
李威廉家中有一位姊姊及弟弟，其弟李康廉曾經與其一同效力和富大埔。
2012－13年年度球季再次與其弟李康廉為同一支球隊南華效力。

## 榮譽
和富大埔
- 香港足總盃冠軍（2008–09季度）

南華
- 香港甲組足球聯賽冠軍（2009–10、2012–13季度）
- 香港高級組銀牌冠軍（2009–10、2013–14季度）
- 香港聯賽盃冠軍（2010–11季度）
- 香港足總盃冠軍（2010–11季度）
- 香港社區盃冠軍（2014、2015年）

香港飛馬
- 香港足總盃冠軍（2015–16季度）
- 香港菁英盃冠軍（2015–16季度）

香港代表隊
- 龍騰盃冠軍（2011年）
- 省港盃冠軍（2009、2013年）

個人
- 國際職業足球員協會年度特別最佳年青球員（2005-06季度）
- 香港足球明星選舉 最佳十一人（2008–09、2012–13季度）
- 香港足球先生（2008–09季度）
- 香港甲組足球聯賽「12月最有價值球員」（2012–13季度）

## 職業生涯數據
| 球會表現         | 球會表現         | 球會表現         | 聯賽   | 聯賽 | 初級銀牌 | 初級銀牌 |        |        |        |        |        |        | 總計     | 總計 |
| 球季             | 球會             | 聯賽             | 上陣   | 入球 | 上陣     | 入球     | 上陣   | 入球   |        |        |        |        |          |      |
| ---------------- | ---------------- | ---------------- | ------ | ---- | -------- | -------- | ------ | ------ | ------ | ------ | ------ | ------ | -------- | ---- |
| 2003－04         | 大埔             | 港丙             | ?      | ?    | ?        | ?        |        |        |        |        |        |        | ?        | ?    |
| 2004－05         | 大埔             | 港乙             | ?      | ?    | ?        | ?        |        |        |        |        |        |        | ?        | ?    |
| 2005－06         | 大埔             | 港乙             | ≧14    | ≧11  | 3        | 1        |        |        |        |        |        |        | ≧17      | ≧12  |
| 總計（大埔）     | 總計（大埔）     | 總計（大埔）     |        |      | ≧3       | ≧1       |        |        |        |        |        |        |          |      |
| 總計（職業生涯） | 總計（職業生涯） | 總計（職業生涯） |        |      | ≧3       | ≧1       |        |        |        |        |        |        |          |      |
|                  |                  |                  |        |      | 高級銀牌 | 高級銀牌 | 聯賽盃 | 聯賽盃 | 足總盃 | 足總盃 | 亞協盃 | 亞協盃 | 總計     | 總計 |
| 上陣             | 入球             | 上陣             | 入球   | 上陣 | 入球     | 上陣     | 入球   | 上陣   | 入球   |        |        |        |          |      |
| 2006－07         | 和富大埔         | 港甲             | 15(2)  | 3    | 0(1)     | 0        | 3(1)   | 0      | 1      | 0      | -      | -      | 19(4)    | 3    |
| 2007－08         | 和富大埔         | 港甲             | 17(1)  | 2    | 0(1)     | 1        | 1(1)   | 0      | 3      | 1      | -      | -      | 21(3)    | 4    |
| 2008－09         | 新界地產和富大埔 | 港甲             | 21(2)  | 6    | 1        | 0        | 2      | 1      | 4      | 2      | -      | -      | 28(2)    | 9    |
| 總計（大埔）     | 總計（大埔）     | 總計（大埔）     | ≧67(5) | ≧22  | 1(2)     | 1        | 6(2)   | 1      | 7      | 3      | -      | -      | ≧88(9)   | ≧29  |
| 2009－10         | 南華             | 港甲             | 12(3)  | 1    | 2(1)     | 1        | -      | -      | 0      | 0      | 6(3)   | 1      | 20(7)    | 3    |
| 總計（南華）     | 總計（南華）     | 總計（南華）     | 12(3)  | 1    | 2(1)     | 1        | -      | -      | 0      | 0      | 6(3)   | 1      | 20(7)    | 3    |
| 總計（職業生涯） | 總計（職業生涯） | 總計（職業生涯） | ≧79(8) | ≧23  | 3(3)     | 2        | 6(2)   | 1      | 7      | 3      | 6(3)   | 1      | ≧108(16) | ≧32  |

- 更新至2010年5月25日

## 外部連結
- 香港足球總會網頁球員資料 （页面存档备份，存于）
- 李康廉